# Orlando Baccino
Orlando Baccino Granja (Buenos Aires, 25 de diciembre de 1970) es un deportista argentino que compitió en judo. Ganó cuatro medallas en los Juegos Panamericanos entre los años 1991 y 1999, y once medallas en el Campeonato Panamericano de Judo entre los años 1992 y 2011.
Participó en cuatro Juegos Olímpicos de Verano entre los años 1992 y 2004, sus mejores actuaciones fueron dos vigésimos primeros puestos logrados en Barcelona 1992 y Atlanta 1996.

## Palmarés internacional
| Juegos Panamericanos    | Juegos Panamericanos          | Juegos Panamericanos | Juegos Panamericanos |
| Año                     | Lugar                         | Medalla              | Categoría            |
| ----------------------- | ----------------------------- | -------------------- | -------------------- |
| 1991                    | La Habana (Cuba)              | Medalla de plata     | +95 kg               |
| 1991                    | La Habana (Cuba)              | Medalla de bronce    | Abierta              |
| 1995                    | Mar del Plata (Argentina)     | Medalla de bronce    | +95 kg               |
| 1999                    | Winnipeg (Canadá)             | Medalla de bronce    | +100 kg              |
| Campeonato Panamericano |                               |                      |                      |
| Año                     | Lugar                         | Medalla              | Categoría            |
| 1992                    | Hamilton (Canadá)             | Medalla de bronce    | +95 kg               |
| 1994                    | Santiago de Chile (Chile)     | Medalla de plata     | +95 kg               |
| 1996                    | San Juan (Puerto Rico)        | Medalla de bronce    | +95 kg               |
| 1997                    | Guadalajara (México)          | Medalla de oro       | +95 kg               |
| 2000                    | Orlando (Estados Unidos)      | Medalla de plata     | +100 kg              |
| 2000                    | Orlando (Estados Unidos)      | Medalla de plata     | Abierta              |
| 2001                    | Ciudad de Córdoba (Argentina) | Medalla de plata     | +100 kg              |
| 2001                    | Ciudad de Córdoba (Argentina) | Medalla de plata     | Abierta              |
| 2009                    | Buenos Aires (Argentina)      | Medalla de bronce    | +100 kg              |
| 2010                    | San Salvador (El Salvador)    | Medalla de bronce    | Abierta              |
| 2011                    | Guadalajara (México)          | Medalla de bronce    | +100 kg              |